# F Kikan

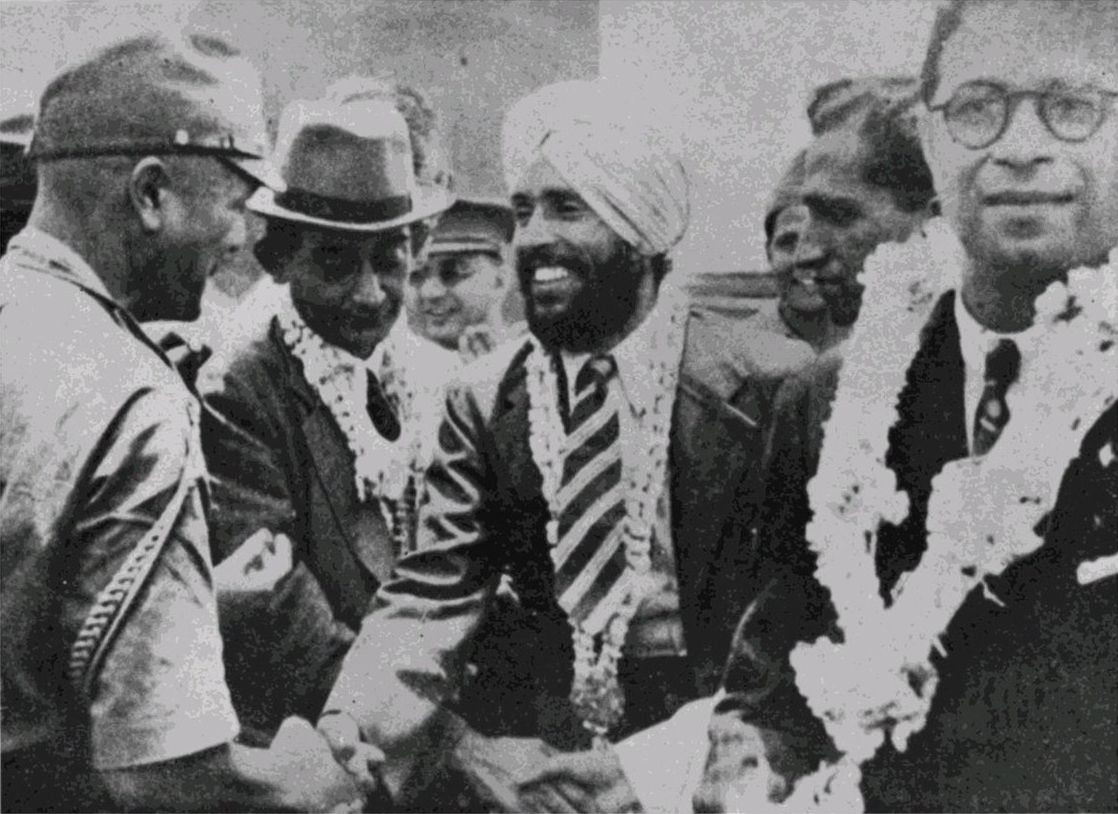
Le major Fujiwara salue le capitaine Singh de l'armée nationale indienne en avril 1942.

L'opération Fujiwara kikan (藤原機関, Fujiwara ou Efu (F) Kikan) est une mission de renseignement menée par l'armée impériale japonaise durant les débuts de la guerre du Pacifique. Basée à Bangkok fin 1941, l'unité était dirigée par le major Iwaichi Fujiwara, chef des renseignements de la 15e armée japonaise, et avait pour objectif d'entrer en contact avec le mouvement d'indépendance indien, les Chinois d'outre-mer et plusieurs sultans malais dans le but de les encourager à coopérer avec le Japon. L'opération est considérée comme un succès.

## Histoire et développement
Inspirée par son expérience en Chine, l'armée impériale japonaise établit une unité semi-autonome afin de contacter les mouvements d'indépendance en Asie du Sud-Est et de transmettre les renseignement obtenus par ces mouvements au commandement de l'armée. Deux unités furent établies avant le déclenchement de la Seconde Guerre mondiale : la M Kikan et la F Kikan.
La F Kikan fut nommée d'après son chef, le major Fujiwara Iwaichi. Son équipe était composée de cinq officiers commissionnés et de deux interprètes de l'hindi. La devise de Fujiwara était que l'activité de renseignement de l'armée japonaise était « parfaitement sincère ».
Après l'attaque sur Pearl Harbor, la 15e armée participa à l'invasion de la Malaisie, durant laquelle elle sauva le sultan Abdul Hamid Halim de Kedah (en) et sa famille. Son fils (le futur premier ministre malaisien) Tunku Abdul Rahman fit une annonce à la radio pour exhorter le peuple malais à coopérer avec le Japon. L'unité F Kikan tenta également de mobiliser l'union anti-britannique Kesatuan Melayu Muda avant que la plupart de ses chefs ne soient arrêtés par les autorités britanniques juste avant le début de la guerre.
L'unité F-Kikan fut aussi utilisée pour établir des relations avec les mouvements de résistances anti-néerlandais en Indonésie, en particulier à Aceh dans le Nord de Sumatra, ce qui aida l'occupation japonaise de l'Indonésie.
Cependant, le plus grand succès de la F Kikan est d'être entrée en contact avec les meneurs de l'indépendance indienne, Giani Pritam Singh Dhillon (en) et le capitaine Mohan Singh, et d'avoir recruté quelque 40 000 Indiens prisonniers de guerre des Britanniques et qui formeront plus tard la base de l'armée nationale indienne. Cela fut une formidable réussite pour le gouvernement japonais et une menace importante pour le contrôle britannique de l'Inde.
Après la reddition britannique de Singapour en 1942, l'unité F Kikan fut dissoute et remplacée par une nouvelle agence, l'I Kikan, pour coordonner les activités entre l'armée nationale indienne et l'armée japonaise.